# 清俗紀聞
『清俗紀聞』とは江戸時代の寛政年間に当時の長崎奉行の中川忠英を中心に編纂された公的な紀聞で、清王朝の乾隆年間の華東～華南沿岸部の風俗が絵図を交えて詳細に記されている。この清俗紀聞の最大の特徴として、各巻とも文と絵とがほぼ等量に割り当てられるなど、絵図の占める割合が極めて高いことが挙げられる。

## 経緯
清俗紀聞は寛政年間の1790年代に長崎奉行を務めた中川忠英が監修となって、清王朝の乾隆末期の福建、浙江、江蘇地方を中心とした中国の南部の風俗慣行文物を近藤重蔵等に命じて編纂された。編纂にあたっては長崎の唐通事を動員して、当時日本に在留していた中国商人から直接問いただし、それを和漢混交文で記した。更に、必要があれば具体的な絵図を逐次挿入しされた。
清俗紀聞が編纂されたのとほぼ同時期に近藤重蔵等によってその性格を同じくする『安南紀略』（ベトナムの歴史風俗文物を記した書）と『亞媽港紀略』（マカオの歴史風俗文物を記した書）が編纂された。この時期これ等紀聞が編纂されるようになったのは、キリシタンの入国及び密貿易を取り締まり、長崎貿易を徹底することを目的としている。

## 特徴
清俗紀聞が対象とするところの清の風俗慣行文物が中国の南部を中心に記載されており、当時の中国語音を示すルビの中には官話の他に、閩南語や閩北語、呉語等の方言音が相当含まれている。これは、初期の江戸幕府が明末清初の動乱の中で華南の南明や台湾の鄭成功を支持していたために、この時期にはそれ以前から交流のあった閩浙の商人のみならず、明帝国の復興を志す多くの江南の文化人達が日本に来航したという経緯から、当時の長崎に在留していた清国商人の大部分が福建、浙江、江蘇地方の出身者によって構成されたことに由来する。
尚、福済寺、崇福寺、（長崎の）興福寺は長崎の唐三ヶ寺といわれるが、福済寺は別名漳州寺と呼ばれ閩南語圏である漳州、泉州出身者の帰依寺であり、崇福寺は別名福州寺と呼ばれ閩東語圏である福州出身者の帰依寺であり、興福寺は別名南京寺と呼ばれ官話と呉語の境界地帯である蘇州出身者の帰依寺である。このことからも江戸時代の長崎に於ける在留中国人の多くが中国南部出身者が大部分を占めていたことが導出されうる。

## 構成
寛政11年（1799年）、東都書林金蘭堂より刊行された原書は、全6冊、13巻からなる。
- 巻一：年中行事　(第一冊 礼帙)
- 巻二：居家　(第二冊 楽帙)
- 巻三：冠服　(第三冊 射帙)
- 巻四：飲食　(第三冊 射帙)
- 巻五：閭学　(第三冊 射帙)
- 巻六：生誕　(第四冊 射帙)
- 巻七：冠礼　(第四冊 御帙)
- 巻八：婚礼　(第四冊 御帙)
- 巻九：賓客　(第五冊 書帙)
- 巻十：羈旅　(第五冊 書帙)
- 巻十一：喪礼　(第五冊 書帙)
- 巻十二：祭礼　(第六冊 数帙)
- 巻十三：僧徒　(第六冊 数帙)